# Miami Floridians 1969-1970
La stagione 1969-70 dei Miami Floridians fu la 3ª nella ABA per la franchigia.
I Miami Floridians arrivarono sesti nella Eastern Division con un record di 23-61, non qualificandosi per i play-off.

## Roster
| N° | Naz.                   | Ruolo | Sportivo          | Anno | Alt. | Peso |
| -- | ---------------------- | ----- | ----------------- | ---- | ---- | ---- |
|    | Stati Uniti (bandiera) | C     | Bob Woollard      | 1940 | 208  | 102  |
|    | Stati Uniti (bandiera) | A     | Wil Jones         | 1947 | 203  | 93   |
| 20 | Stati Uniti (bandiera) | G     | Donnie Freeman    | 1944 | 191  | 84   |
| 22 | Stati Uniti (bandiera) | A     | Walt Byrd         | 1942 | 201  | 93   |
| 22 | Stati Uniti (bandiera) | GA    | Maurice McHartley | 1942 | 191  | 84   |
| 22 | Stati Uniti (bandiera) | G     | Stephen Vacendak  | 1944 | 185  | 84   |
| 23 | Stati Uniti (bandiera) | G     | Andy Anderson     | 1945 | 188  | 83   |
| 23 | Stati Uniti (bandiera) | A     | Lynn Shackelford  | 1947 | 196  | 86   |
| 24 | Stati Uniti (bandiera) | GA    | Erv Staggs        | 1948 | 198  | 88   |
| 26 | Stati Uniti (bandiera) | G     | George Lehmann    | 1942 | 183  | 82   |
| 30 | Stati Uniti (bandiera) | G     | Larry Cannon      | 1947 | 193  | 88   |
| 32 | Stati Uniti (bandiera) | GA    | Art Heyman        | 1941 | 196  | 93   |
| 32 | Stati Uniti (bandiera) | A     | Dan Sparks        | 1945 | 203  | 91   |
| 32 | Stati Uniti (bandiera) | GA    | Hubie White       | 1940 | 193  | 93   |
| 33 | Stati Uniti (bandiera) | AC    | Don Sidle         | 1946 | 203  | 98   |
| 34 | Stati Uniti (bandiera) | A     | Simmie Hill       | 1946 | 201  | 106  |
| 34 | Stati Uniti (bandiera) | G     | Dallas Thornton   | 1946 | 193  | 86   |
| 41 | Stati Uniti (bandiera) | C     | Butch Booker      | 1945 | 208  | 104  |
| 42 | Cuba (bandiera)        | AC    | Al Cueto          | 1946 | 201  | 104  |
| 43 | Stati Uniti (bandiera) | C     | George Sutor      | 1943 | 203  | 107  |
| 43 | Stati Uniti (bandiera) | C     | Skip Thoren       | 1943 | 208  | 104  |
| 44 | Stati Uniti (bandiera) | A     | Willie Murrell    | 1941 | 198  | 102  |

## Staff tecnico
- Allenatori: Jim Pollard (5-15) (fino al 29 novembre)[1], Harold Blitman (18-46)